# رینتارو یاجیما
رینتارو یاجیما (انگلیسی: Rintaro Yajima؛ زادهٔ ۹ ژانویهٔ ۱۹۹۳) بازیکن فوتبال اهل ژاپن است.